# Мурталь (ортшафты)
Основная статья см.: Мурталь (округ)
Политические общины политического округа Мурталь (Штирия) в административном отношении делятся на 180 официальных (с идентификационным кодом) ортшафтов (нем. Ortschaft), которые в свою очередь подразделяются на более мелкие населённые места без присвоения им официальных идентификационных кодов.

## Ортшафты
С 1 января 2015 года политический округ Мурталь поделён на 20 политических общин, состоящих из 180 официальных ортшафтов, включая четыре города, 7 торговых (ярмарочных) и 169 сельских населённых пунктов и поселений.

## Ортшафты (населённые пункты и поселения)
Список населённых пунктов и (или) поселений (ортшафтов) по состоянию на 01.05.2015 г.

Легенда к списку ортшафтов:
- «полужирным» шрифтом выделены административные центры (нем. Hauptort) политических общин.

А
- 62047 * 15418 * Айнхёрн (Einhörn) — (121)
- 62007 * 15261 * Айхдорф (Aichdorf) — (457)
- 62048 * 15284 * Аллерсдорф (Allersdorf) — (290)
- 62043 * 15313 * Аллерхайлиген (Allerheiligen) — (24)
- 62043 * 15314 * Аллерхайлигенграбен (Allerheiligengraben) — (12)
- 62045 * 15359 * Альтендорф (Altendorf (Steiermark)) — (211)
- 62042 * 17469 * Америнг (Amering) — (431)
- 62041 * 15357 * Апфельберг (Apfelberg) — (235)
- 62040 * 15328 * Ауэрлинг (Auerling) — (133)

Б
- 62048 * 15285 * Байердорф (Baierdorf (Murtal)) — (320)
- 62048 * 15286 * Баумкирхен (Baumkirchen (Gemeinde Weißkirchen in Steiermark)) — (41)
- 62042 * 15279 * Бернталь (Bärnthal) — (21)
- 62008 * 15363 * Бишоффельд (Bischoffeld) — (302)
- 62044 * 15253 * Бретштайн (Bretstein) — (298)

В
- 62047 * 15427 * Вайерн (Weyern (Gemeinde Spielberg)) — (141)

- 62048 * 15351 * Вайскирхен-ин-Штайермарк (Weißkirchen in Steiermark) — (1 269)
- 62007 * 15268 * Вазендорф (Wasendorf) — (310)
- 62040 * 15275 * Вальтерсдорф (Waltersdorf) — (129)
- 62042 * 15299 * Варбах (Warbach) — (161)
- 62045 * 15406 * Вассерлайт (Wasserleith) — (109)
- 62026 * 15336 * Вёлль (Wöll) — (117)
- 62048 * 15295 * Вёлльмердорф (Wöllmerdorf) — (71)
- 62043 * 15307 * Винден (Winden (Steiermark)) — (56)
- 62042 * 15282 * Винтерлайтен (Winterleiten) — (132)

Г
- 62008 * 15364 * Галь (Gaal) — (123)
- 62008 * 15365 * Гальграбен (Gaalgraben) — (127)
- 62040 * 15271 * Гассельсдорф (Gasselsdorf) — (35)
- 62043 * 15300 * Гётцендорф (Götzendorf) — (97)
- 62046 * 15381 * Глайн (Glein (Gemeinde Sankt Margarethen bei Knittelfeld)) — (144)
- 62046 * 15407 * Гоберниц (Gobernitz) — (138)
- 62046 * 15385 * Готсбах (Gottsbach) — (23)
- 62043 * 15316 * Грайт (община Пёльс-Оберкурцхайм) (Greith (Gemeinde Pöls-Oberkurzheim)) — (104)
- 62045 * 15398 * Грайт (община Санкт-Марайн-Файстриц) (Greith (Gemeinde Sankt Marein-Feistritz)) — (129)
- 62008 * 15366 * Граден (Graden (Gemeinde Gaal)) — (272)
- 62042 * 15296 * Гранитцен (Granitzen) — (155)
- 62048 * 15256 * Грёсенберг (Größenberg) — (26)
- 62039 * 15370 * Грослобминг (Großlobming) — (1 192)
- 62042 * 15248 * Гроспреталь (Großprethal) — (127)
- 62048 * 15288 * Гросфайстриц (Großfeistritz) — (146)
- 62043 * 15317 * Густерхайм (Gusterheim) — (195)
- 62044 * 01442 * Гфёлльграбен (Gföllgraben) — (55)

Д
- 62007 * 15262 * Дитерсдорф (Dietersdorf) — (2 290)
- 62034 * 15413 * Дюрнберг (Dürnberg) — (186)

З
- 62043 * 15324 * Зауэрбрунн (Sauerbrunn) — (25)
- 62047 * 15424 * Захендорф (Sachendorf) — (275)
- 62034 * 15416 * Зеккау (Seckau) — (603)
- 62007 * 15267 * Зилльвег (Sillweg) — (344)
- 62034 * 15417 * Зоннвендорф (Sonnwenddorf) — (186)

И
- 62047 * 15419 * Ингеринг І (Ingering I) — (97)
- 62008 * 15367 * Ингеринг II (Ingering II) — (270)

К
- 62048 * 15257 * Каталь (Kathal) — (197)
- 62042 * 15249 * Каталь-ин-Обдахегг (Kathal in Obdachegg) — (125)
- 62043 * 15301 * Кацлинг (Katzling) — (138)
- 62042 * 15276 * Качвальд (Katschwald) — (80)
- 62042 * 15277 * Кинберг (Kienberg) — (97)
- 62039 * 15371 * Клайнлобминг (Kleinlobming) — (370)
- 62042 * 15250 * Клайнпреталь (Kleinprethal) — (81)
- 62045 * 17355 * Книпас (Kniepaß) — (8)
- 62041 * 15373 * Книттельфельд (Knittelfeld) — (11 375)
- 62014 * 15375 * Кобенц (Kobenz) — (629)
- 62048 * 15331 * Котграбен (Kothgraben) — (28)
- 62046 * 15408 * Кройсбах (Kroisbach) — (70)
- 62007 * 15265 * Кумпиц (Kumpitz) — (124)

Л
- 62047 * 15420 * Лайнг (Laing) — (41)
- 62046 * 15386 * Лайстах (Leistach) — (7)
- 62041 * 15358 * Ландшах (Landschach) — (936)
- 62045 * 15400 * Лас (Laas (Gemeinde Sankt Marein-Feistritz)) — (64)
- 62042 * 15280 * Лафантегг (Lavantegg) — (187)
- 62047 * 15421 * Линд (Lind (Gemeinde Spielberg)) — (336)

М
- 62048 * 15289 * Мария-Бух (Maria Buch) — (294)
- 62047 * 15422 * Масвег (Maßweg) — (394)
- 62043 * 15302 * Маутерндорф (Mauterndorf (Steiermark)) — (178)
- 62048 * 15290 * Мёберсдорф (Möbersdorf) — (374)
- 62048 * 15291 * Мёберсдорфзидлунг (Möbersdorfsiedlung) — (229)
- 62044 * 15339 * Мёдербругг (Möderbrugg) — (670)
- 62042 * 15278 * Мёнхегг (Mönchegg) — (196)
- 62032 * 15344 * Мёшицграбен (Möschitzgraben) — (65)
- 62046 * 15382 * Миттербах (Mitterbach) — (150)
- 62032 * 15343 * Миттердорф (Mitterdorf) — (36)
- 62039 * 15372 * Миттерлобминг (Mitterlobming) — (241)
- 62045 * 15401 * Миттерфельд (Mitterfeld (Gemeinde Sankt Marein-Feistritz)) — (14)
- 62043 * 15303 * Мозинг (Mosing) — (22)
- 62045 * 15361 * Мос (Moos (Gemeinde Sankt Marein-Feistritz)) — (6)
- 62048 * 15292 * Мурдорф (Murdorf) — (16)
- 62048 * 15258 * Мюльдорф (Mühldorf (Murtal)) — (114)
- 62043 * 15318 * Мюльталь (Mühltal (Gemeinde Pöls-Oberkurzheim)) — (11)

Н
- 62038 * 15353 * Нойфишинг (Neufisching) — (334)
- 62014 * 15376 * Нойхаутценбихль (Neuhautzenbichl) — (217)
- 62034 * 15415 * Нойхофен (Neuhofen) — (180)
- 62038 * 15354 * Нойцельтвег (Neuzeltweg) — (740)

О
- 62042 * 15297 * Обдах (Obdach) — (1 532)
- 62042 * 15251 * Обдахегг (Obdachegg) — (251)
- 62040 * 15308 * Обервег (Oberweg) — (512)
- 62043 * 15304 * Оберкурцхайм (Oberkurzheim) — (133)
- 62046 * 15409 * Обермур (Obermur) — (18)
- 62014 * 15377 * Оберфаррах (Oberfarrach) — (94)
- 62044 * 15310 * Оберцайринг (Oberzeiring) — (629)
- 62040 * 15309 * Оссах (Ossach) — (46)
- 62043 * 15319 * Оффенбург (Offenburg (Steiermark)) — (29)

П
- 62043 * 15320 * Пайг (Paig) — (64)
- 62043 * 15321 * Пасхаммер (Paßhammer) — (15)
- 62047 * 15423 * Паузендорф (Pausendorf) — (787)
- 62043 * 15322 * Пёльс (Pöls) — (1 538)
- 62043 * 15323 * Пёльсхоф (Pölshof) — (23)
- 62048 * 15293 * Пихлинг (Pichling) — (229)
- 62046 * 15387 * Пихль (община Санкт-Маргаретен-бай-Книттельфельд) (Pichl (Gemeinde Sankt Margarethen bei Knittelfeld)) — (24)
- 62032 * 15345 * Пихль (община Санкт-Петер-об-Юденбург) (Pichl (Gemeinde Sankt Peter ob Judenburg)) — (32)
- 62026 * 15333 * Пихльхофен (Pichlhofen) — (191)
- 62045 * 15403 * Пранкх (Prankh) — (123)
- 62046 * 15388 * Прег (Preg) — (74)
- 62046 * 15389 * Прегграбен (Preggraben) — (103)
- 62021 * 15327 * Пустервальд (Pusterwald) — (478)
- 62008 * 15368 * Пухшахен (Puchschachen) — (183)
- 62038 * 15355 * Пфаффендорф (Pfaffendorf) — (509)

Р
- 62048 * 15332 * Райсштрасе (Reisstraße) — (140)
- 62014 * 15379 * Райферсдорф (Reifersdorf) — (123)
- 62040 * 15330 * Райфлинг (Reifling (Steiermark)) — (61)
- 62014 * 15378 * Расниц (Raßnitz) — (237)
- 62007 * 15266 * Раттенберг (Rattenberg) — (224)
- 62032 * 15346 * Рах (Rach) — (13)
- 62046 * 15383 * Рахау (Rachau) — (302)
- 62042 * 15298 * Рёч (Rötsch) — (191)
- 62046 * 15390 * Ритцендорф (Ritzendorf(Gemeinde Sankt Margarethen bei Knittelfeld)) — (15)
- 62040 * 15273 * Ритцерсдорф (Ritzersdorf) — (14)
- 62032 * 15347 * Ротентурм (Rothenthurm(Steiermark)) — (436)

С
- 62042 * 15281 * Санкт-Анна-Фериензидлунг (Sankt Anna-Feriensiedlung) — (26)
- 62046 * 15391 * Санкт-Бенедиктен (Sankt Benedikten) — (23)
- 62042 * 15252 * Санкт-Георген-им-Обдахегг (Sankt Georgen in Obdachegg) — (66)
- 62026 * 15334 * Санкт-Георген-об-Юденбург (Sankt Georgen ob Judenburg) — (368)
- 62044 * 15338 * Санкт-Иоганн-ам-Тауэрн-Зоннзайте (Sankt Johann am Tauern Sonnseite) — (352)
- 62044 * 15337 * Санкт-Иоганн-ам-Тауэрн-Шаттзайте (Sankt Johann am Tauern Schattseite) — (115)
- 62046 * 15392 * Санкт-Лоренцен-бай-Книттельфельд (Sankt Lorenzen bei Knittelfeld) — (493)
- 62045 * 15404 * Санкт-Марайн-бай-Книттельфельд (Sankt Marein bei Knittelfeld) — (299)
- 62046 * 15410 * Санкт-Маргаретен-бай-Книттельфельд (Sankt Margarethen bei Knittelfeld) — (799)
- 62046 * 15411 * Санкт-Маргаретен-бай-Книттельфельд-Зидлунг (Sankt Margarethen bei Knittelfeld Sdlg) — (115)
- 62045 * 15405 * Санкт-Марта (Sankt Martha) — (190)
- 62044 * 15340 * Санкт-Освальд (Sankt Oswald (Gemeinde Pölstal)) — (477)
- 62032 * 15348 * Санкт-Петер-об-Юденбург (Sankt Peter ob Judenburg) — (365)

Т
- 62043 * 15305 * Талинг (Thaling (Steiermark)) — (83)
- 62043 * 15325 * Тальхайм (Thalheim (Steiermark)) — (158)
- 62048 * 15294 * Танн (Thann (Österreich)) — (54)
- 62010 * 15327 * Трибенталь (Triebental) — (85)

У
- 62046 * 15412 * Угендорф (Ugendorf) — (161)
- 62046 * 15394 * Унтермур (Untermur) — (6)
- 62014 * 15380 * Унтерфаррах (Unterfarrach) — (202)
- 62043 * 15306 * Унтерцайринг (Unterzeiring) — (15)
- 62036 * 15350 * Унцмаркт (Unzmarkt) — (696)

Ф
- 62045 * 15360 * Файстриц-бай-Книттельфельд (Feistritz bei Knittelfeld) — (582)
- 62045 * 15395 * Файстрицграбен (община Санкт-Марайн-Файстриц) (Feistritzgraben (Gemeinde Sankt Marein-Feistritz)) — (1)
- 62032 * 15341 * Файстрицграбен (община Санкт-Петер-об-Юденбург) (Feistritzgraben (Gemeinde Sankt Peter ob Judenburg)) — (81)
- 62038 * 15352 * Фаррах (Farrach) — (1 155)
- 62040 * 15329 * Феберг (Feeberg) — (186)
- 62045 * 15396 * Фенч (Fentsch) — (130)
- 62046 * 15384 * Фёчах (Fötschach) — (36)
- 62048 * 15287 * Фишинг (Fisching (Österreich)) — (203)
- 62047 * 15362 * Флачах (Flatschach) — (181)
- 62007 * 15263 * Фонсдорф (Fohnsdorf) — (3 017)
- 62036 * 15349 * Фрауэнбург (Frauenburg) — (682)
- 62045 * 15397 * Фрессенберг (Fressenberg) — (45)
- 62032 * 15342 * Фурт (Furth) — (80)

Х
- 62034 * 15414 * Харт (Hart) — (148)
- 62014 * 15374 * Хаутценбихль (Hautzenbichl) — (337)
- 62007 * 15264 * Хетцендорф (Hetzendorf) — (1 004)
- 62045 * 15399 * Хоф (Hof (Gemeinde Sankt Marein-Feistritz)) — (115)
- 62010 * 15327 * Хоэнтауэрн (Hohentauern) — (348)

Ц
- 62044 * 15311 * Цайрингграбен (Zeiringgraben) — (43)
- 62042 * 15283 * Цанитцен (Zanitzen) — (16)
- 62038 * 15356 * Цельтвег (Zeltweg) — (4 591)
- 62044 * 15312 * Цугталь (Zugtal) — (105)

Ш
- 62026 * 15335 * Шайбен (Scheiben) — (194)
- 62008 * 15369 * Шаттенберг (Schattenberg) — (151)
- 62048 * 15260 * Шварценбах-ам-Грёсинг (Schwarzenbach am Größing) — (157)
- 62047 * 15425 * Шёнберг (Schönberg (Gemeinde Spielberg)) — (10)
- 62048 * 15259 * Шоберэгг (Schoberegg) — (319)
- 62047 * 15426 * Шпильберг (Spielberg (Steiermark)) — (2 910)
- 62040 * 15274 * Штреттвег (Strettweg) — (399)
- 62046 * 15393 * Шютт (Schütt (Gemeinde Sankt Margarethen bei Knittelfeld)) — (4)

Э
- 62048 * 15255 * Эппенштайн (Eppenstein) — (366)
- 62043 * 15315 * Энцерсдорф (Enzersdorf) — (127)

Ю
- 62040 * 15272 * Юденбург (Judenburg) — (8 557)